# 25 Bank Street
25 Bank Street – wieżowiec w Londynie, w Wielkiej Brytanii, o wysokości 153 m. Budynek został otwarty w 2003 i posiada 33 kondygnacje.